# Sylvia von Harden
Sylvia von Harden (Hamburgo, 28 de março de 1894 – Croxley Green, 4 de junho de 1963), também chamada de Sylvia von Halle, foi uma jornalista e poetisa alemã. Durante sua carreira como jornalista, ela escreveu para muitos jornais na Alemanha e na Inglaterra. Ela é talvez mais conhecida como tema de uma pintura de Otto Dix.

## Biografia
Nascida Sylvia von Halle em Hamburgo, von Harden (ela escolheu o nome como um pseudônimo aristocrático)  escreveu uma coluna literária para o mensal Das junge Deutschland ("A jovem Alemanha") de 1918 a 1920, e escreveu para Die Rote Erde ("A Terra vermelha") de 1919 a 1923.  De 1919 a 1923, viveu com o escritor Ferdinand Hardekopf, com quem teve um filho.  Durante a década de 1920, ela viveu em Berlim e publicou dois volumes de poesia em 1920 e 1927. 
Ela foi retratada na pintura de Otto Dix intitulada "Bildnis der Journalistin Sylvia von Harden" (Retrato da jornalista Sylvia von Harden, 1926). Uma imagem ambivalente da Nova Mulher, retrata von Harden com cabelo curto e monóculo, sentada à mesa de um café com um cigarro na mão e um coquetel na frente dela.  Esta pintura é recriada nas cenas de abertura e encerramento do filme Cabaret de 1972. 

Em 1959, von Harden escreveu um artigo, "Erinnerungen an Otto Dix" ("Memórias de Otto Dix"), no qual descreveu a gênese do retrato. Dix a conheceu na rua e declarou:
"Devo pintar você! Simplesmente devo! ... Você é representativa de uma época inteira!" 
"Então, você quer pintar meus olhos sem brilho, minhas orelhas ornamentadas, meu nariz longo, meus lábios finos; você quer pintar minhas mãos longas, minhas pernas curtas, meus pés grandes — coisas que só podem assustar as pessoas e não encantar ninguém?"

"Você se caracterizou brilhantemente, e tudo isso levará a um retrato representativo de uma época preocupada não com a beleza exterior de uma mulher, mas sim com sua condição psicológica." 
A pintura, um exemplo importante do movimento da Nova Objetividade,  está agora no Musée National d'Art Moderne, Centre Georges Pompidou, Paris.
Em 1933, von Harden deixou a Alemanha para se autoexilar na Inglaterra, onde continuou a escrever, mas com menos sucesso.  Num artigo que escreveu para o jornal de refugiados Die Zeitung em Abril de 1943, ela descreveu "o seu trabalho por turnos numa fábrica e, nos tons exaltados que eram comuns em publicações de guerra do género, afirmou ter-se sentido parte da família ali".  Ela morreu em Croxley Green, Inglaterra, em 1963.

## Obras
- (com Leo Scherpenbach): Die Bücherkiste: Monatsschrift für Literatur, Graphik und Buchbesprechung. Munique: Bachmair 1919-1921 (Reimpresso: Nendeln/Liechtenstein: Kraus 1977)
- Verworrene Städte (1920)
- Robespierre: Eine Novelle. (ca. 1924)
- Die italienische Gondel: Gedichte (1927)
- Das Leuchtturmmädchen von Longstone. 1958 (Jugendbuchreihe Silberstern Nr. 74)